# Centro del Ferrocarril de Didcot
El Centro del Ferrocarril de Didcot (nombre original en inglés: Didcot Railway Centre) es un museo ferroviario localizado en Didcot, Oxfordshire, Inglaterra. Está especializado en la preservación del material móvil del Great Western Railway (GWR) a lo largo de los siglos XIX y XX, así como de los logros de ingeniería vinculados al desarrollo de la compañía. Su edificio principal fue anteriormente una cochera de locomotoras del propio GWR.

## Antecedentes del ferrocarril en Didcot
Los fundadores y los patrocinadores comerciales del Great Western Railway (GWR) apoyaron el proyecto del ingeniero Isambard Kingdom Brunel para desarrollar un servicio integrado de ferrocarriles y barcos de vapor que permitiera realizar con gran rapidez el viaje entre Londres y Nueva York. Sin embargo, mientras se consolidaba el plan, el ferrocarril tenía que obtener ganancias, por lo que el trazado fue buscando núcleos de población e incorporó una serie de ramales con el fin de agregar tráfico a la línea principal y aumentar así sus ganancias nacionales. Esto le valió al ferrocarril el apodo empleado por sus detractores de "El Gran Rodeo" (The Great Way Round, una expresión que para completar el juego de palabras, tiene las mismas iniciales GWR que la compañía).
Si bien la ruta desde la Estación de Paddington en Londres a la Estación de Reading era relativamente recta, la ruta más directa a Bristol, entonces obvia, habríallevado el ferrocarril por una ruta situada más al sur, evitando así tanto el paso por Didcot como por Swindon. Sin embargo, el tráfico de pasajeros y carga hacia y desde Oxford y en adelante hacia las Midlands Occidentales dictaba en parte una ruta más al norte. Además, Brunel originalmente había planeado atravesar Savernake Forest, cerca de Marlborough (Wiltshire) en dirección hacia Bristol, pero el marqués of Ailesbury, propietario de los terrenos, se opuso, ya que anteriormente también se había opuesto a que parte del canal del Kennet y del Avon atravesara su propiedad (véase el artículo sobre el túnel de Bruce). Dado que el ferrocarril necesitaba pasar cerca de un canal en su punto medio, puesto que por entonces era más barato transportar por los canales el carbón que consumían los trenes procedente de las minas, y con la necesidad de tender un ramal hacia el norte hasta Cheltenham a través de Stroud, Swindon era la siguiente opción lógica para la conexión, una vez que hubo que desplazar el trazado 20 millas (32,2 km) hacia el norte de la ruta original. Esto dictó que la bifurcación hacia Oxford también se moviera hacia el norte y, por lo tanto, a través de Didcot. El Great Western Railway construyó la primera línea ferroviaria a través de Didcot en 1839, y abrió su primera estación en 1844.

### Construcción

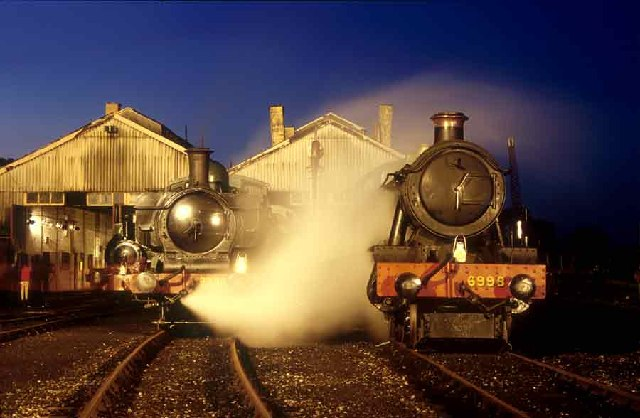
El Centro del Ferrocarril de Didcot en 2001

Debido a las dificultades técnicas operativas para mantener en servicio la Línea Principal de Londres a Bristol, así como a la necesidad de dar servicio a las locomotoras que viajaban a Oxford, Didcot se convirtió en un punto intermedio obvio para el mantenimiento y estacionamiento de locomotoras. Después de haber construido unas cocheras con estructura de madera (equipadas para sus vías de gran ancho de 7 pies 1/4 plg (2140 mm)) en un  primer emplazamiento durante el desarrollo del ferrocarril hacia el oeste en el siglo XIX, en junio de 1932 el GWR completó un nuevo depósito con 4 vías de ancho estándar, mediante una estructura con muros de ladrillo y cerchas de acero (de 64,01 x 20,42 m), financiada a través de la Ley de Préstamos y Garantías de 1929. Con el código de identificación DID, también incluía un taller de reparación de locomotoras (de 25,6 x 12,8 m), un edificio para la recarga de carbón (de 13,1 x 11,0 m), un horno de arena (de 3 x 3 m), una mesa giratoria de 65 pies (20 m), y las oficinas asociadas (de 64 x 5 m). Durante la Segunda Guerra Mundial, se levantó un depósito de cenizas cubierto con paneles de hierro corrugado y una estructura de acero.

### Operaciones
Después de la Segunda Guerra Mundial, las instalaciones permanecieron prácticamente sin cambios durante la propiedad nacionalizada de British Rail (BR), aunque se le asignó un nuevo código, el 81E. Las locomotoras con base en Didcot siguieron siendo las mismas, con las clases Hall, Dukedog y Pannier constituyendo la mayor parte de la flota del depósito.

### Cierre
Con el reemplazo de la tracción a vapor por máquinas diésel bajo el Plan de Modernización, la cochera de Didcot se convirtió en una instalación redundante, siendo cerrada en junio de 1965.

## Formación del Centro y arrendamiento de las instalaciones
Se le ofreció a la Great Western Society (GWS) el uso del antiguo depósito de locomotoras de Didcot, que asumió en 1967. En la década de 1970, la sociedad negoció un contrato de arrendamiento a largo plazo con BR que vencería en 2019, aunque estaba sujeto a una cláusula de rescisión que podría obligar a la GWS a abandonar las instalaciones, y que podría ser ejecutado en cualquier momento por el arrendatario Network Rail (NR).
En un intento por asegurarse un futuro a largo plazo, la GWS emprendió negociaciones con NR en 2002 para comprar las instalaciones o extender el contrato de arrendamiento. En una carta con fecha de mayo de 2007, NR informó a GWS que estaban dispuestos a vender las instalaciones, siempre que se contara con la aprobación de la Oficina de Regulación Ferroviaria (ORR). En un principio, se pensó que el emplazamiento de las cocheras de Didcot podría servir para la reconstrucción de la Estación de Reading; como un archivo de los proyectos de Crossrail; o formar parte del Programa Intercity Express. Después de expresarse cierta preocupación por la lentitud de las negociaciones en la reunión anual de la GWS en septiembre de 2008, Network Rail le comunicó a la GWS que las instalaciones ya no estaban disponibles para su venta. Además, aunque todavía se ofrecía una extensión del arrendamiento, seguiría sujeto a la anterior cláusula de rescisión. A continuación, la GWS dirigió un escrito a su parlamentario local, Ed Vaizey, y suspendió cualquier plan de desarrollo a largo plazo. Finalmente, el 6 de octubre de 2011, Richard Croucher (presidente de la Great Western Society) firmó un nuevo contrato de arrendamiento de 50 años de duración con Network Rail, lo que hará posible la preservación de las cocheras de Didcot al menos durante otros 50 años.

## Museo y Centro del Ferrocarril

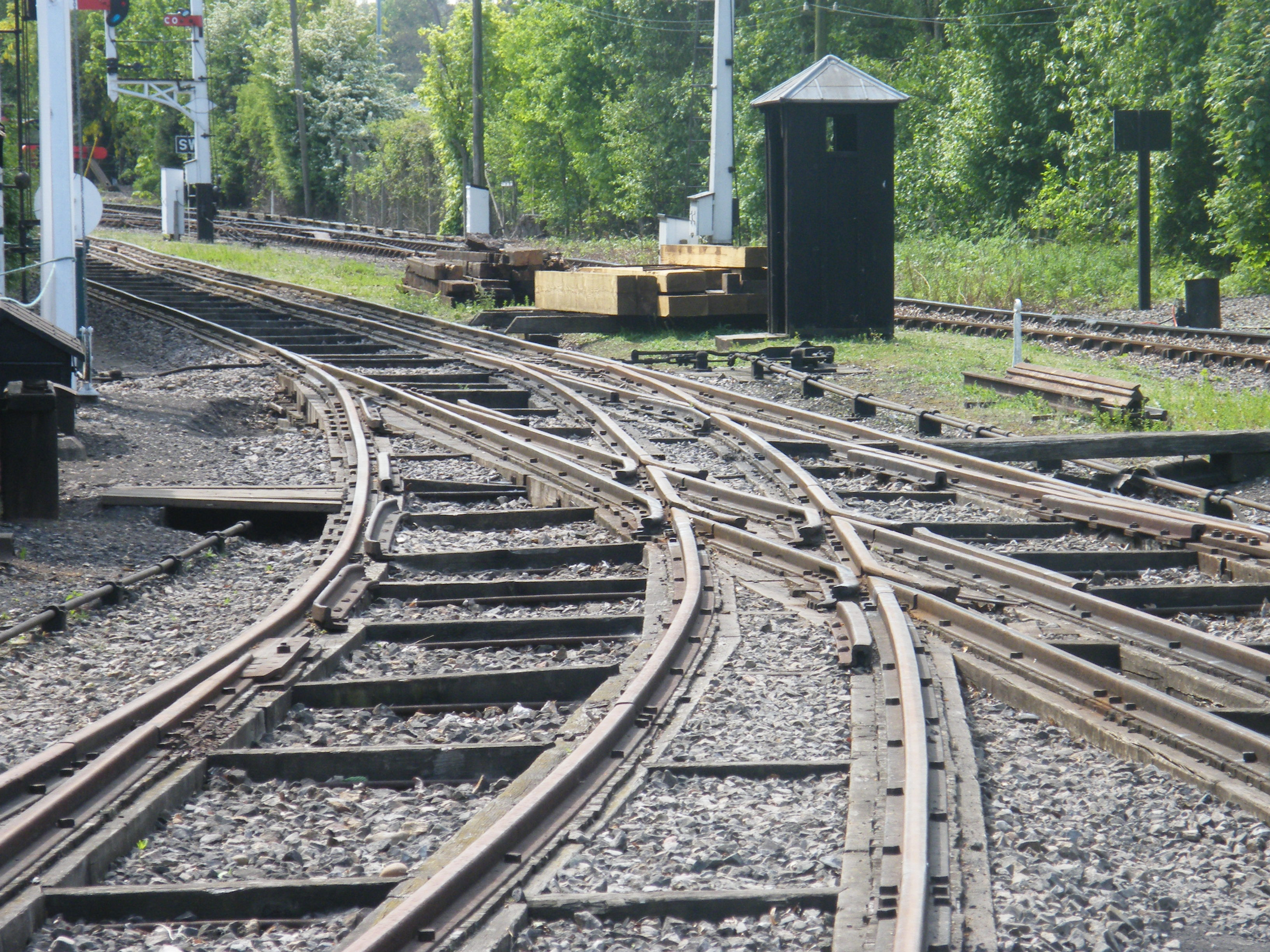
Reconstrucción de una vía de ancho mixto (que combina una vía de y otra de)

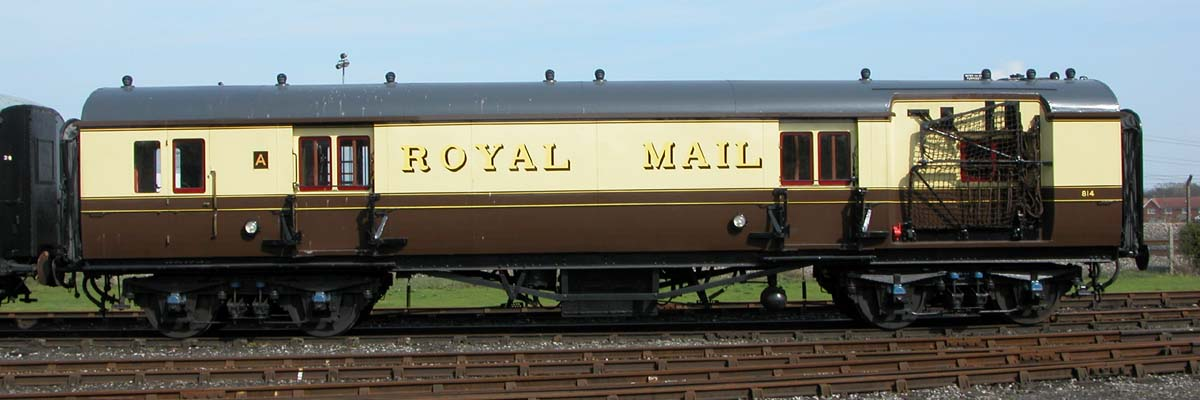
Furgón oficina postal

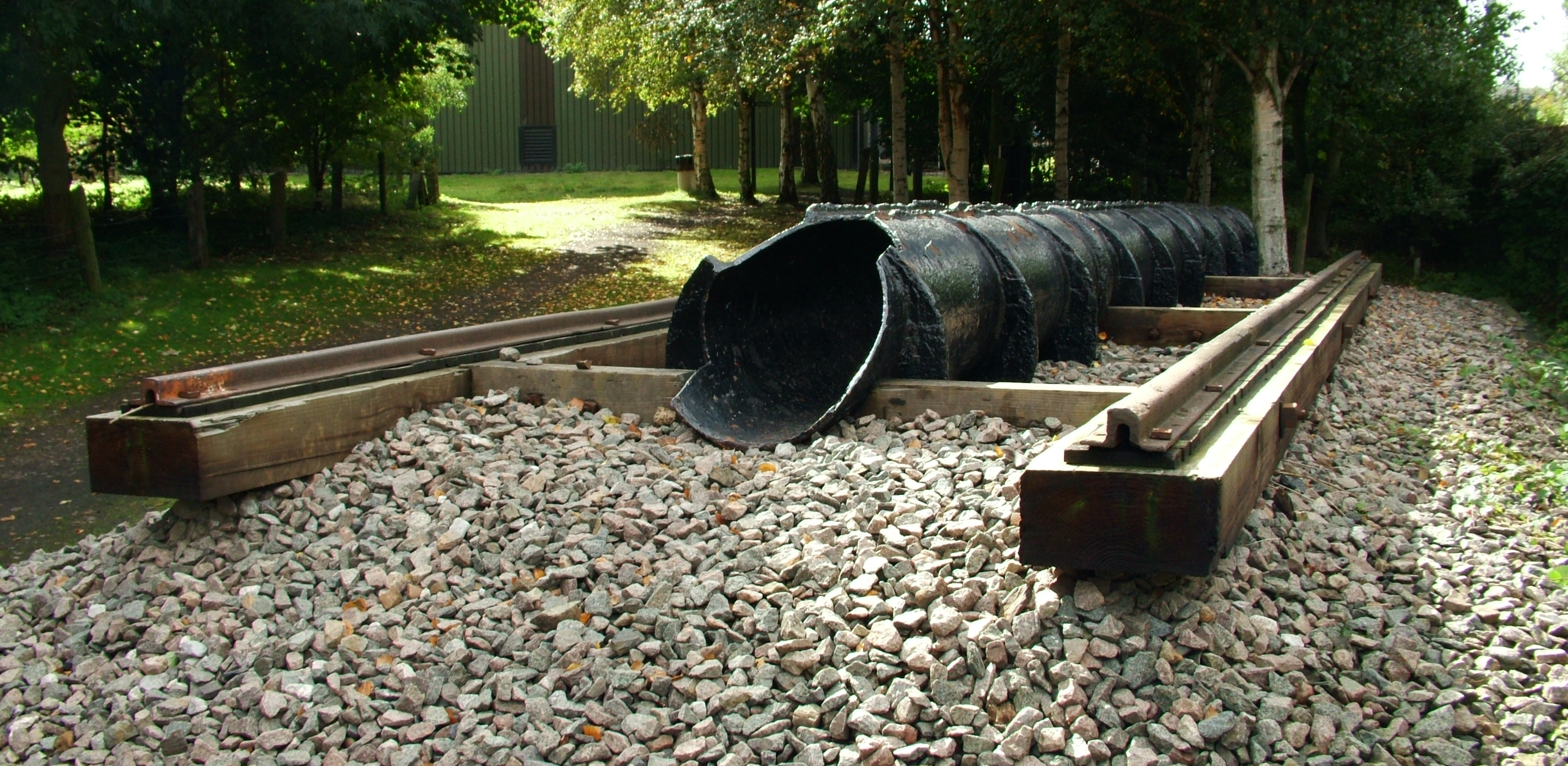
Reconstrucción del ferrocarril atmosférico de Isambard Kingdom Brunel, utilizando un segmento de tubería original

La Great Western Society ha desarrollado el contenido temático de las instalaciones, que aún conservan muchos de los edificios y características originales de la época del Great Western Railway, como locomotoras de vapor en funcionamiento, un museo ferroviario, el centro de mantenimiento de ingeniería y una línea ferroviaria que ofrece viajes cortos a los visitantes.
El acceso a través de la Estación de Didcot Parkway lleva al visitante al extremo sur del Centro, al comienzo de la rampa que los vagones de carbón seguían hacia las instalaciones de recarga de carbón. A continuación se encuentra el depósito de locomotoras con cuatro vías original de 1932, y más allá, el cobertizo de reparación original y la locomotora construida en 1988, aunque ambas dependencias son de acceso restringido por motivos de seguridad. Más adelante se encuentra una mesa giratoria de 70 pies (21,3 m) de diámetro, construida originalmente por Ransomes & Rapier para el Ferrocarril del Sur, y originalmente instalada en los muelles de Southampton.
El Centro organiza regularmente diversos eventos, con días dedicados a la tracción de vapor y a los automotores diésel. Los miembros de la Great Western Society participan activamente en la conservación de locomotoras y material rodante. En Didcot también se llevan a cabo ciertos proyectos de 'nueva construcción' para recrear locomotoras que no pudieron escapar al desguace masivo, como una locomotora Firefly completa, una Clase 'Saint' (que usa un chasis y una caldera de la Clase 'Hall') y una locomotora de la Clase 'County' (utilizando un chasis de la Clase 'Hall' y una caldera de la Clase LMS '8F').
El Centro Ferroviario se utiliza como plató de películas de época y ha aparecido en obras como Anna Karenina, Sherlock Holmes: Juego de sombras y El hombre elefante.

### Vías operativas

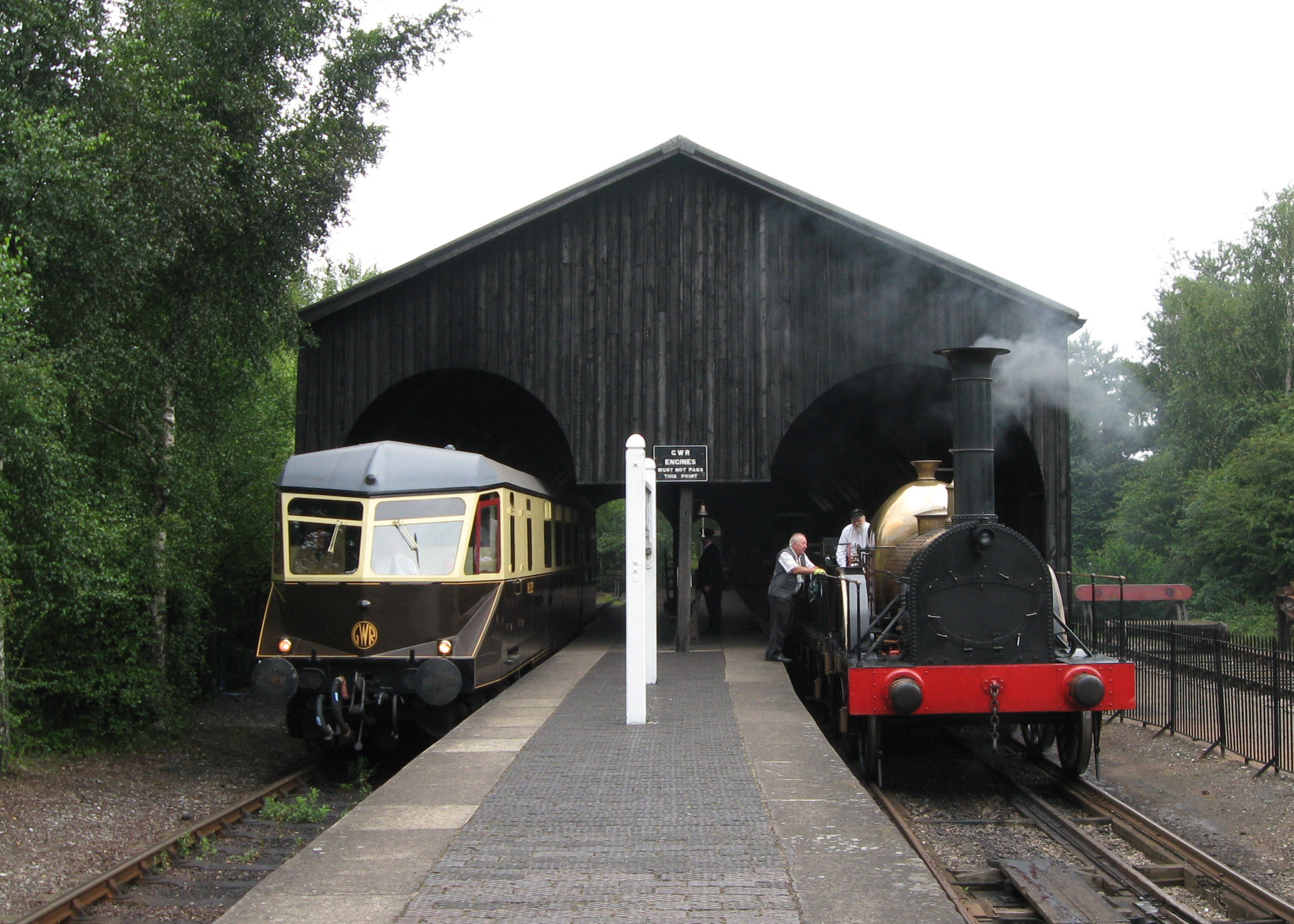
El antiguo cobertizo de transbordo desde las vías de gran ancho ahora se usa como edificio de la estación en el ramal

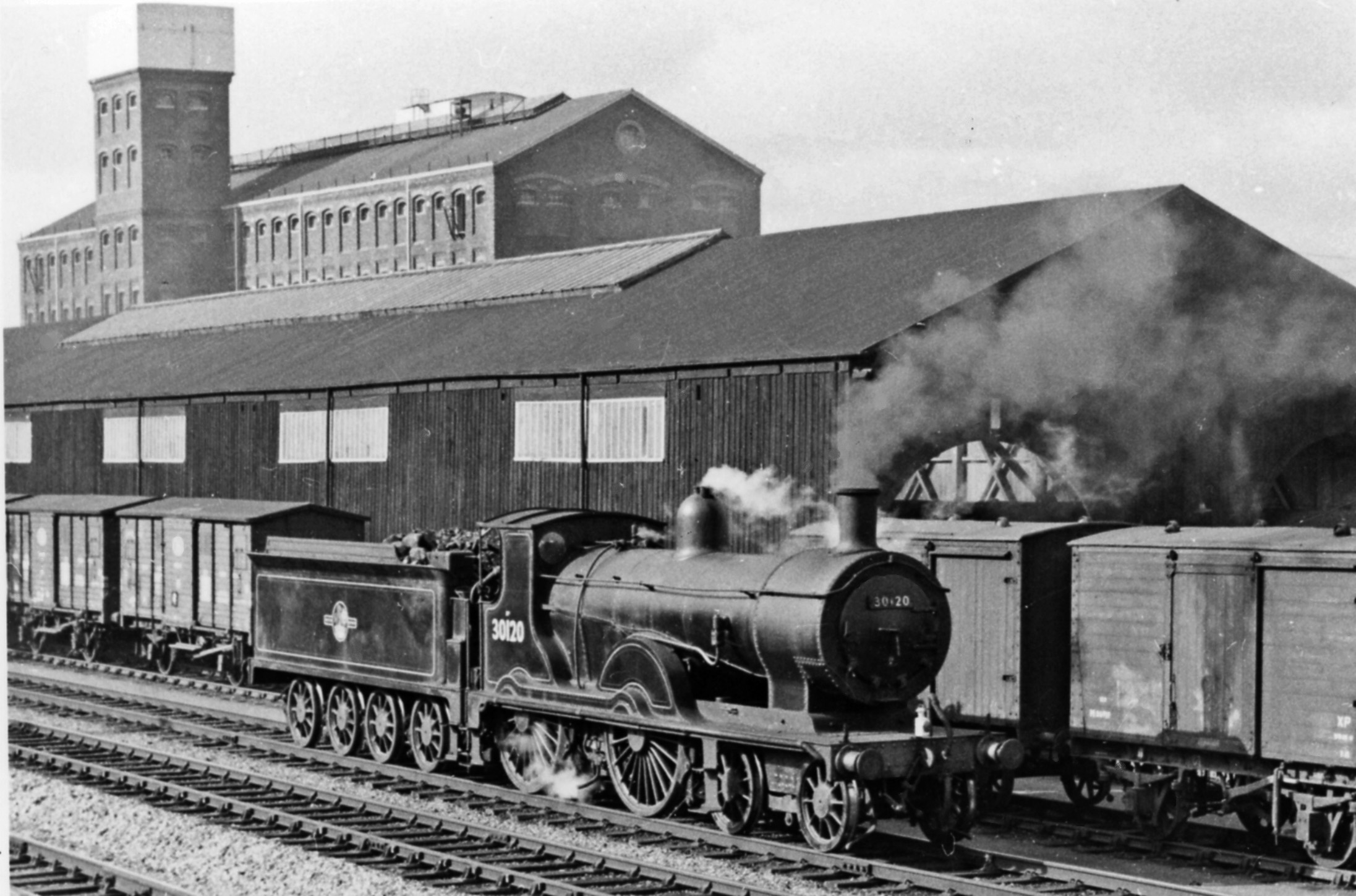
El cobertizo de transbordo desde las vías de gran ancho en su ubicación original, con el almacén de mercancías detrás

Hay tres tramos cortos de vías, cada uno con una estación en ambos extremos:
- Branchline: comienza en un apeadero típico del GWR, llamado Didcot Halt, y corre hacia el norte en el límite occidental de los terrenos del Centro hasta una plataforma, llamada Burlescombe Station, en el cobertizo de transbordo. Procedente de los días de las vías de gran ancho, el cobertizo se utilizó para transferir mercancías entre el material rodante de distintos anchos. Fue trasladado cuidadosamente a su ubicación actual desde su cercano emplazamiento original.
- Línea de gran ancho: la línea de gran ancho (7 pies 1/4 plg (2140 mm)) comienza en el cobertizo de transbordo y corre hasta la mitad del ramal. La réplica de una locomotora GWR Firefly de 2005 se aloja dentro del cobertizo cuando no se encuentra recorriendo la vía.
- Línea principal: comienza en la mesa giratoria situada frente a la entrada del sitio, utilizando un andén de hormigón prefabricado procedente de la desaparecida Estación de Eynsham. Recorre el límite del Centro hasta un segundo andén de construcción posterior en la denominada Estación de Oxford Road, cerca del cobertizo de transbordo. Los planes a largo plazo incluyen la reconstrucción del edificio diseñado por Brunel en la Estación de Heyford, trasladándolo hasta el segundo andén.

## Accesos
El núcleo ferroviario está completamente rodeado por líneas ferroviarias activas y no tiene conexión viaria de ningún tipo. El acceso público debe realizarse a pie, desde la Estación de Didcot Parkway, que conecta el Centro a través del ferrocarril con Londres y con gran parte del sur y el centro de Inglaterra. El acceso para personas en silla de ruedas y sillitas para bebés es prácticamente inexistente, y tienen que ser izados por un tramo de escaleras de hormigón. Aunque esto contraviene las disposiciones de accesibilidad vigentes, la Great Western Society no puede mejorar los recorridos internos, ya que el sitio es propiedad de Network Rail.

## Colección

### Locomotoras de vapor
| Clase                  | Número (& Nombre)          | Imagen | Estado              | Notas |
| ---------------------- | -------------------------- | ------ | ------------------- | --- |
| RS&H 0-4-0T            | No.1 Bonnie Prince Charlie |        | Exhibición estática | En espera de revisión. Pintada con la librea ribeteada de color verde claro. |
| George England 0-4-0WT | No.5                       |        | Exhibición estática | Construida en 1857, había sido propiedad del Tranvía de Wantage. Después de la inspección, sería necesario reemplazar demasiada metalistería original para volver a ponerla en condiciones de funcionamiento y, por lo tanto, la locomotora permanece en exhibición estática. |
| GWR automotor de vapor | No.93                      |        | Exhibición estática | Construida en 1908. Restauración completada en 2012. A menudo funciona con el vagón de remolque n.º 92. La autorización de la caldera venció en 2021. |
| GWR Clase 1000         | 1014 County of Glamorgan   |        | Under Construction  | Diseño de 1946 |
| Kitson & Co. 0-4-0ST   | No.1338                    |        | Exhibición estática | Construida en 1898. Ex-Ferrocarril de Cardiff. |
| GWR 1340               | 1340 Trojan                |        | Operativa           | Construida en 1897. Ex-Muelles y Ferrocarril Alexandra (Newport y Sur de Gales). Pintada con la librea verde del GWR. Se sometió a una revisión en otros talleres y regresó a Didcot en marzo de 2021, entrando en servicio el 1 de mayo. |
| GWR Clase 1361         | 1363                       |        | En revisión         | Construida en 1910. Sometida a una revisión importante y se estaba realizando un trabajo importante tanto en la caldera como en el bastidor. |
| GWR Clase 1400         | 1466                       |        | En revisión         | Construida en 1936. Esta fue la primera locomotora comprada por la sociedad. Estaba en revisión en el Ferrocarril de Dean Forest y se esperaba que volviera a estar en servicio en 2022. |
| Hunslet 0-6-0ST        | n.º 2409 King George       |        | Operativa           | Construida en 1942. Se estaba restaurando y reconstruyendo siguiendo el modelo de Thomas the Tank Engine. |
| GWR Clase 2900         | 2999 Lady of Legend        |        | Operativa           | Originalmente construida en 1929 (reconstruida en 2019). Usando componentes de la máquina n.º 4942 Maindy Hall. Funcionará como 4-6-0 con la mayor parte de su presión de caldera cuando esté completa, pero funcionará como 4-4-2 en algunos períodos. 2999 se lanzó al tráfico el fin de semana del 5 al 7 de abril de 2019. El boleto de caldera vence en 2029. |
| GWR Clase 5700         | 3650                       |        | En revisión         | Construida en 1939. Sometida a una revisión cada diez años, ciclo que comenzó en 2018. |
| GWR Clase 5700         | 3738                       |        | Exhibición estática | Construida en 1937. Fuera de servicio desde agosto de 2013 por rotura de la caldera. |
| GWR Clase 2884         | 3822                       |        | Exhibición estática | Construida en 1940. Apareció en el video musical de Queen Breakthru. Retirada del servicio en 2010. |
| GWR Clase Castle       | 4079 Pendennis Castle      |        | Operativa           | Construida en 1924. Esta locomotora fue repatriada desde Australia en el año 2000 después de pasar 22 años en el país. La "Pendennis Castle" estuvo operativa a partir de 2022. |
| GWR Clase 5101         | 4144                       |        | Operativa           | Construida en 1946. La utorización de la caldera vence en 2025. Visita al Ferrocarril de Kent & East Sussex |
| GWR Clase Castle       | 5051 Earl Bathurst         |        | Exhibición estática | Construida en 1936, lleva su antiguo nombre: Drysllwyn Castle. |
| GWR Clase 5205         | 5227                       |        | Exhibición estática | Construida en 1924. Una de las Barry Ten, se compró en 2010 con el fin de proporcionar piezas para la construcción de la nueva GWR Clase 4700 n.º 4709. Después de donar sus cajas de grasa al proyecto, se trasladó a Didcot en 2013 tras guardarse en un almacén privado. Sus restos se exhiben como un recordatorio del desafío que los conservadores tuvieron que superar. La caldera estándar n.º 4, el juego de ruedas pony truck, 2 cajas de grasa del pony truck y otras piezas se transfirieron a la nueva construcción de la locomotora de la clase County de Churchward GWR Clase 3800 número 3840 "County of Montgomery". El resto de la locomotora se ha vendido a una persona que tiene la intención de restaurarla para que funcione correctamente, incluida la fabricación de piezas para reemplazar las que se retiraron para su uso en nuevos proyectos de construcción. Se espera que la locomotora permanezca en el Centro de Didcot. |
| GWR Clase 4300         | 5322                       |        | Exhibición estática | Construida en 1917. Retirada en 2014 por problemas con la caldera. |
| GWR Clase 4575         | 5572                       |        | Exhibición estática | Construida en 1929 |
| GWR Clase 4900         | 5900 Hinderton Hall        |        | Exhibición estática | Construida en 1931 |
| GWR Clase 6000         | 6023 King Edward II        |        | Exhibición estática | Construida en 1930. Volvió a funcionar en 2010 después de completar una larga restauración de la condición de depósito de chatarra, se compró originalmente como donante de repuestos para la máquina 6024 King Edward I. Autorización de caldera vencida en 2020. |
| GWR Clase 6100         | 6106                       |        | Exhibición estática | Construida en 1931 |
| GWR Clase 5600         | 6697                       |        | Exhibición estática | Construida en 1928 |
| GWR Clase 6959         | 6998 Burton Agnes Hall     |        | Exhibición estática | Construida en 1949 |
| GWR Clase 7200         | 7202                       |        | En restauración     | Construida en 1934 |
| GWR Clase 7800         | 7808 Cookham Manor         |        | Exhibición estática | Construida en 1938 |
| GWR Clase Firefly      | Firefly                    |        | Exhibición estática | Construida en 2005. Réplica de las primeras locomotoras 2-2-2 con vía de gran ancho. |
| GWR Clase Iron Duke    | Iron Duke                  |        | Exhibición estática | Construida en 1985. Réplica de las primeras locomotoras 4-2-2 con vías de gran ancho. Cedida por el Museo Nacional del Ferrocarril. |
| Grúa para averías      | RS1054                     |        | En restauración     | Construida en 1930. Grúa de vapor de 50 toneladas Ex LMS Cowan Sheldon |
| Grúa de vapor          | 23059                      |        | Exhibición estática | Construida en 1954. Thomas Smith and Sons (Rodley) Ltd, Leeds |

### Locomotoras diésel
| Clase       | Número (& Nombre)      | Imagen | Estado              | Notas |
| ----------- | ---------------------- | ------ | ------------------- | --- |
| GWR Railcar | No.22                  |        | Operativa           | Construida en 1940 |
| Hunslet     | DL 26                  |        | Operativa           | Construida por Hunslet de Leeds en 1957, llegó a Didcot en 1978. Fue el único automotor diésel en el Centro durante muchos años, hasta la llegada del 08604. La mayoría de sus funciones tienden a ser maniobras ligeras. Se celebró la presencia de la DL26 en Didcot durante cuarenta años. |
| BR Clase 08 | 08604 Phantom          |        | Operativa           | Construida en los Talleres de Derby como D3771, fue asignada a Longsight (9A) en junio de 1959; a Stockport Edgely (9B) en julio de 1959; y a Longsight (9A) en abril de 1965. Extraoficialmente conocida como "Ardwick"; renumerada 08604 en febrero de 1974; almacenada en los Talleres de Swindon en 1981; Tyseley TMD en febrero de 1984, extraoficialmente renombrada Javelin, luego oficialmente llamada Phantom; a Bescott en noviembre de 1988; Derby Etches Park en noviembre de 1992; retirada en julio de 1993. Vendida a la GWS y trasladada a la República Democrática del Congo en septiembre de 1994. |
| BR Clase 14 | D9516                  |        | Operativa           | Construida en 1964. Después de una carrera industrial posterior al BR, Gerald Boden la compró para su conservación y tiene su sede en el Gran Ferrocarril Central y luego en el Ferrocarril de Nene Valley. Comprada al Ferrocarril de Wensleydale en 2014. |
| BR Clase 52 | D1023 Western Fusilier |        | Exhibición estática | Construida en 1963. En 1973 se convirtió en la última máquina diésel-hidráulica en recibir una reparación general en los Talleres de Swindon. Tras su retirada en 1977, fue conservada por el Museo Nacional del Ferrocarril. Llegó a Didcot en enero de 2023 con un préstamo de 5 años desde York. |
| GWR 18000   | 18000                  |        | Exhibición estática | Llegó el 29 de julio de 2011. Propiedad de Pete Waterman. |

### Otro material rodante
El GWS tiene una amplia colección de material rodante del GWR, incluidos tres de los Súper Salones que cubrieron los servicios marítimo-ferroviarios entre Londres y Plymouth.

#### Coches
| Tipo                                              | Número (& Nombre)             | Imagen | Estado | Notas |
| ------------------------------------------------- | ----------------------------- | ------ | --- | --- |
| Churchward Auto Trailer                           | N.º 92                        |        | Restaurado para operar con el Automotor de vapor 93.                                                                | Construido en Swindon, 1912. |
| Collett Auto Trailer                              | N.º 190                       |        | Operativo, aunque estuvo en taller el 7 de abril.                                                                   | Construido en Swindon, 1933. |
| Hawksworth Auto Trailer                           | N.º 231                       |        | Operativo, aunque estuvo en taller el 7 de abril.                                                                   | Construido en Swindon, 1951 |
| Ferrocarril de Brístol y Exeter Broad Gauge Coach | N.º 250                       |        | Suficientes restos de la carrocería para reconstruir un pequeño compartimento.                                      | Built between 1852 & 1892 |
| Dean 4w 1st 2nd Composite                         | No.290                        |        | La restauración comenzó en el verano de 2011.                                                                       | Construido en Swindon, 1902 |
| Dean 4w Brake Third                               | N.º 416                       |        | | Construido en Swindon, 1891 |
| Collett Third                                     | N.º 536                       |        | Operativo | Construido en Swindon, 1940 |
| Dean 4-Wheel Third                                | N.º 975                       |        | Restaurado | Construido en Swindon, 1902. Restoration complete. Restored to recreate a Victorian train.                                           |
| Collett Third                                     | N.º 1111                      |        | No había planes para restaurarlo.                                                                                   | Construido en Swindon, 1938. |
| Collett 'Excursion' Third                         | N.º 1289                      |        | | Construido en Swindon,1937 |
| Dean 8 Compartment Third Clerestory               | N.º 1357                      |        | En espera de una restauración importante en la cochera de carruajes.                                                | Construido en Swindon, 1903. |
| Dean Third                                        | N.º 1941                      |        | Operativo. | Construido en Swindon, 1901. |
| Hawksworth Brake Third                            | N.º 2202                      |        | Operativo. | Construido en Swindon, 1950 |
| Hawksworth Brake Third                            | N.º 2232                      |        | Este vehículo se está restaurando inicialmente como vestuario para el personal.                                     | Construido en Swindon, 1950 |
| Dean 6-wheel Family Saloon                        | N.º 2511                      |        | Operativo. Fue rescatado y preservado de una casa y colocado en la estructura inferior de un coche GWR de 6 ruedas. | Construido en Swindon, 1894 |
| Churchward “Dreadnought” 9 Compartment Third      | N.º 3299                      |        | Uno de los primeros automotores adquiridos por la Great Western Society. Requería una restauración importante.      | Construido en Swindon, 1905. |
| Churchward Non-Corridor Brake Third               | N.º 3755                      |        | Operativo, sale del cobertizo ocasionalmente. Con librea del GWR.                                                   | Construido en Swindon, 1921. |
| Churchward Non-Corridor Brake Third               | N.º 3756                      |        | En restauración. | Construido en Swindon, 1921. |
| Churchward Toplight Corridor Third                | N.º 3963                      |        | Sin planes de restauración vigentes.                                                                                | Construido en Swindon, 1919. |
| Collett Third - Bow Ended                         | N.º 4553                      |        | Sin planes para restaurarlo.                                                                                        | Construido en Swindon, 1925. |
| Collett 8 Compartment Bow-Ended Third             | N.º 5085                      |        | | Construido en Swindon, 1928. |
| Collett Brake Third                               | N.º 5787                      |        | Sin planes para restaurarlo.                                                                                        | Construido en Swindon, 1933. |
| Collett All Third                                 | N.º 5952                      |        | Sin planes para restaurarlo. La restauración podría comenzar una vez que se hubiera completado la del coche 7371.   | Construido en Swindon, 1935. |
| Dean 6-Wheel Tricomposite                         | n.º 6824                      |        | Montado sobre un chasis LMS 6w.                                                                                     | Construido en 1887. Era un coche descapotable, construido originalmente para vía ancha.                                              |
| Collett Composite                                 | N.º 7285                      |        | | Construido en Swindon, 1941. |
| Collett Composite                                 | N.º 7313                      |        | Restaurado. | Construido en Swindon, 1940. |
| Collett Brake Composite                           | N.º 7371                      |        | Estaba en restauración.                                                                                             | Construido en Swindon, 1941. |
| Hawksworth Brake Composite                        | N.º 7372                      |        | Operativo | Construido en Swindon, 1948. |
| Collett Brake Composite                           | N.º 7976                      |        | | Construido en Swindon, 1923. |
| Collett Special Saloon                            | N.º 9002                      |        | Operativo. | Construido en Swindon, 1940. Usado por Winston Churchill, el General Eisenhower y la Familia Real durante la Segunda Guerra Mundial. |
| Hawksworth First Class Sleeping Car               | N.º 9083                      |        | Operativo | Construido en Swindon, 1951. |
| Collett Super Saloon                              | N.º 9112 "Queen Mary"         |        | Sin planes para restaurarlo al servicio.                                                                            | Construido en Swindon, 1932. |
| Collett Super Saloon                              | N.º 9113 "Prince of Wales"    |        | Estaba en restauración.                                                                                             | Construido en Swindon, 1932. |
| Collett Super Saloon                              | N.º 9118 “Princess Elizabeth” |        | | Construido en Swindon, 1932. |
| Dean Composite Diner                              | N.º 9520                      |        | Sin planes para restaurarlo.                                                                                        | Construido en Swindon, 1903. |
| Collett 'Centenary Diner'                         | N.º 9635                      |        | | Construido en Swindon, 1935. |

GWS también fabricó dos réplicas de vagones de vía ancha:
| Tipo                                                    | Número (& Nombre) | Imagen | Estado         | Notas              |
| ------------------------------------------------------- | ----------------- | ------ | -------------- | ------------------ |
| Six-Wheeled, Second Class, Broad Gauge Covered Carriage | BG1               |        | En exhibición. | Construido en 1984 |
| Six-Wheeled, Third Class, Broad Gauge Open Carriage     | BG2               |        | En exhibición. |                    |

#### Coches sin transporte de pasajeros
| Tipo                                | Número (& Nombre) | Imagen                                              | Estado | Notas |
| ----------------------------------- | ----------------- | --------------------------------------------------- | --- | --- |
| Tool Van                            | N.º 1             |                                                     | Almacenado entre los otros vehículos al lado del cobertizo de locomotoras de Swindon.                                      | Construido en 1908 en Swindon. |
| Tool Van                            | N.º 47            |                                                     | Almacenado bajo techo con el 9083 y 2232, utilizado como furgón de talleres.                                               | Construido en 1908 en Swindon. |
| Tool Van                            | N.º 56            |                                                     | Almacenado entre los otros vehículos al lado del cobertizo de locomotoras de Swindon.                                      | Construido en 1908 en Swindon. |
| Collett Full Brake                  | N.º 111           |                                                     | Sin planes para restaurarlo.                                                                                               | Construido en Swindon, 1934. |
| Hawksworth Passenger Brake Van      | N.º 316           |                                                     | | Construido en Swindon, 1950 |
| Hawksworth Passenger Brake Van      | N.º 333           |                                                     | | Construido en Swindon, 1951. Adquirido al Ferrocarril de Gloucestershire y Warwickshire. Convertido en lugar de venta.                                                                     |
| Churchward 'Monster' Carriage Truck | N.º 484           |                                                     | | Construido en Swindon, 1913. |
| Churchward 'Python'                 | N.º 565           |                                                     | En uso como vehículo de taller y almacenes.                                                                                | Construido en Swindon, 1914. |
| Travelling Post Office              | N.º 814           | GWR TPO 814 Brake Stowage Van Didcot Railway Centre | No estaba operativo. | Construido en Swindon, 1940. |
| Dean Full Brake                     | N.º 933           |                                                     | La restauración estaba casi completa en 2011. En funcionamiento desde el 6 de abril de 2019, con librea del GWR.           | Construido en Swindon, 1898 |
| Medical Officers' Coach             | N.º 1159          |                                                     | Originalmente un furgón de frenos para pasajeros Churchward - Toplight.                                                    | Construido en Swindon, 1925. |
| Collett Full Brake                  | N.º 1184          |                                                     | Estaba siendo restaurado y modificado para funcionar el GWR TPO 814. Último furgón de frenos completo con extremo de proa. | Construido en Swindon, 1930. |
| Collett 'Siphon G'                  | N.º 2796          |                                                     | Restaurado. Operativo. | Construido en Swindon, 1937. |
| Six-Wheel Milk Tank                 | S4409             |                                                     | Operativo. | Construido en 1931 con cuatro ruedas. Reconstruido en 1937 como vehículo de seis ruedas. Ex-Ferrocarril del Sur. Pintado con la librea verde de Co-op con las letras "MILK C.W.S SERVICE". |
| Special Cattle Van                  | N.º 752           |                                                     | | Construido en 1952 en Ashford. Diagrama W17. |
| 'Bloater' Fish Van                  | N.º 2671          |                                                     | | Construido en 1925 en Swindon. |
| 'Fruit C' Van                       | N.º 2862          |                                                     | | Construido en 1939 en Swindon. |
| 'Fruit D' Van                       | N.º 2913          |                                                     | | Construido en 1941 en Swindon. |
| 'Fruit' Van                         | N.º 47886         |                                                     | Operativo, con sistema de frenos Dean.                                                                                     | Construido en 1892 en Swindon. |

#### Vagones
| Tipo                             | Número (& Nombre)  | Imagen | Estado                                                                                  | Notas |
| -------------------------------- | ------------------ | ------ | --------------------------------------------------------------------------------------- | --- |
| Tar Wagon                        | N.º 1              |        | Usado a menudo en trenes de mercancías de demostración en jornadas de puertas abiertas. | Construido en 1898. |
| 6w Drinking Water Tank           | N.º 101            |        |                                                                                         | Construido en 1948. |
| Department Mess Van              | N.º 263            |        | Almacenado, sin restaurar.                                                              | Construido en 1905. Reconstruido por BR a partir del furgón de frenos GWR N.º 56867 de 25 t. |
| Oil Tank Wagon                   | N.º 745            |        | Pintado en beige claro con una banda roja con la marca WD.                              | Construido en 1912 por Hurst Nelson. |
| 'Rotank' Flat Wagon              | N.º 3030           |        |                                                                                         | Construido en 1947 en Swindon. |
| Goods Van                        | N.º 4166           |        | Sin restaurar, usado para almacenaje.                                                   | Ex-LMS. Comprado a MoD Bicester para almacenamiento por parte del departamento de locomotoras. Almacenado junto al taller de locomotoras al final de la línea de existencias sin restaurar.                            |
| Goods Van                        | N.º 4167           |        | Sin restaurar, usado para almacenaje.                                                   | Ex-LMS. Comprado a MoD Bicester para almacenamiento por parte del departamento de locomotoras. Almacenado junto al taller de locomotoras al final de la línea de existencias sin restaurar.                            |
| Four wheel 7-plank mineral wagon | N.º 10153          |        | Restaurado.                                                                             | Construido por Gloucester RCW. Ex-Taff Vale Railway, único coche superviviente del TVR. Lo más probable es que sea de la década de 1880 debido al mecanismo del freno manual.                                          |
| Iron Mink                        | N.º 11152          |        | Restaurado, pero no funciona.                                                           | Construido en 1900 en Swindon. |
| "Toad" Brake Van                 | N.º 17447          |        |                                                                                         | Construido en 1940 en Swindon. |
| 4 wheel 5-plank open wagon       | N.º 18553          |        | Operativo.                                                                              | Construido en 1927 por Sheffield C&W. |
| 'Mite' Single Bolsters           | Nos. 32337 & 32338 |        | No operativo.                                                                           | Construido en 1881 en Swindon. |
| 'Coral A'                        | N.º 41723          |        | En espera de restauración.                                                              | Construido en 1908 en Swindon. |
| 'Pollen E'                       | Nos 84997-85000    |        | Restaurado. Préstamo del NRM.                                                           | Construido en 1909 en Swindon. |
| 'Crocodile F' bogie well trolley | N.º 41934          |        | Almacenado en el exterior.                                                              | Construido en 1908 en Swindon como Crocodile G, modificado en 1909 como Crocodile F, Diagrama C12. |
| 'Hydra D' machinery wagon        | N.º 42193          |        | Almacenado a la intemperie.                                                             | Construido en 1913 en Swindon. |
| Grain Wagon                      | N.º 42239          |        |                                                                                         | Construido en 1927 en Swindon. |
| 'Loriot L' machinery wagon       | N.º 42271          |        |                                                                                         | Construido en 1934 en Swindon. |
| Oil Tank Wagon                   | N.º 43949          |        |                                                                                         | Construido en 1901 en Swindon. |
| 16ton 'Toad' brake van           | N.º 56400          |        | Sin restaurar                                                                           | Construido en 1900 en Swindon. Originalmente de 14 toneladas pero luego de 16 toneladas. Almacenado entre otras existencias sin restaurar, la veranda interior está cubierta por una lona interior para su protección. |
| 20ton 'Toad' brake van           | No 68684           |        | Restaurado                                                                              | Construido en 1924 en Swindon. |
| Mink A ventilated van            | No 101720          |        | Restaurado                                                                              | Construido en 1924 en Swindon. |